# Halecium mirandus
Halecium mirandus is een hydroïdpoliep uit de familie Haleciidae. De poliep komt uit het geslacht Halecium. Halecium mirandus werd in 1986 voor het eerst wetenschappelijk beschreven door Antsulevich & Regel. 